# Philip K. Dick
Philip Kindred Dick (Chicago, 1928. december 16. – Santa Ana, 1982. március 2.) amerikai sci-fi író, aki a műfajt alapjaiban változtatta meg. Nem tudományos tényekre építette írásainak tematikus alapját, hanem metafizikai alternatívákra. Annak ellenére, hogy már életében olyan személyiségek tisztelték, mint Stanisław Lem, művei nem élveztek nagy publicitást. Egészen haláláig, ami után több regényéből készített sikeres filmet mutattak be, s ez végül maga után vonta megérdemelt elismerését. Műveit legalább 25 nyelvre fordították le.
Ezen megfilmesítésekben olyan sztárok alakították a főszerepeket, mint Harrison Ford, Arnold Schwarzenegger, Tom Cruise, Gary Sinise, Ben Affleck, Uma Thurman vagy Keanu Reeves. Álmodnak-e az androidok elektronikus bárányokkal? című regénye volt az alapja a Ridley Scott által rendezett Szárnyas fejvadásznak, melyet 1982-ben mutattak be.
Műveiben Dick a valóság, az emberiesség és az önazonosság kérdéseit járja körül. A cyberpunk előfutárának tekinthető.
„Rossznak gondolod a világot? Látnod kellene a többit!”
Philip K. Dick
Dicknél a cyberpunk olyan témái jelennek már meg egyszerre, mint a társadalom hanyatlása, a mesterséges intelligencia, a való világ és valamiféle virtuális valóság közti elmosódó határ, és legtöbbször visszatérő témája, a paranoia. Hugo-díjas regénye, Az ember a fellegvárban, élen járt az alternatív történelmi regények és a tudományos fantasztikum összekapcsolásában. Számos regénye mellett rengeteg novellát is írt, melyeket jobbára ponyvamagazinokban publikált. Jó néhány nem tudományos-fantasztikus témájú könyv szerzőjeként is ismert.
Műveinek jellegzetesen visszatérő motívumai, amikor egy karakter ráébred, hogy valójában egészen másvalaki, mint amit hitt magáról, illetve, hogy a valóság, melyet eddig elfogadott, tovább nem tartható, és valójában valami egészen más folyik körülötte.

## Élete
Dorothy Kindred Dick 1928. december 16-án ikreknek adott életet, egy lánynak, és egy fiúnak. A gyerekek koraszülöttek voltak, s a lány, Jane egy hónappal később el is hunyt. A fiúban mély nyomott hagyott ikertestvérének elvesztése, megmutatkozott ez írásaiban éppúgy, mint emberi kapcsolataiban. Ő volt Philip.
Dick szülei ifjúkorában elváltak, ő pedig anyjával élt tovább Kaliforniában. Tanulmányait Berkeleyben végezte, itt járt a helyi egyetemre is, de kimaradt az iskolából, még mielőtt tanulmányait befejezhette volna. Mielőtt 1952-ben eladta első novelláját Roog (Ruug) címen, lemezbolti eladóként és lemezlovasként is dolgozott. Ez volt az egyetlen állása írói karrierjén kívül, könyvei ezen évek hatására sokszor játszódnak az ötvenes évekbeli Kaliforniában, szereplői rádiós lemezlovasok, műszaki vagy lemezbolti eladók, összezavarodott berkeleyi fiatalok. Ettől kezdve azonban főállású íróvá vált. Első regényét 1955-ben sikerült eladnia, ez volt a Solar Lottery. Az 1950-es évek anyagilag nehéz időnek bizonyultak az író számára. Ekkoriban került kapcsolatba az ellenkultúrával, és szimpatizált a Kommunista Párttal is. Ellenezte a vietnámi háborút, ezért az FBI aktát is vezetett róla.
Bár sokan már pályájának kezdetén zseniként tisztelték, nem emelkedhetett felül a ponyva-státuson. Ennek következtében majd egész életében anyagi gondokkal küzdött, bár élete végén könyveinek megfilmesítési jogaiért már szép összeget kapott. Robert A. Heinlein többször is segített neki anyagi problémáinak megoldásában.
Dick életében ötször nősült, ezen házasságaiból két lánya és egy fia született. 1976-ban vált el utoljára. Barátai között voltak ismert sci-fi-szerzők is, úgymint Ursula K. Le Guin és K. W. Jeter.
Halála, melyet szívelégtelenség okozott, négy hónappal a Szárnyas fejvadász bemutatója előtt következett be.

### Látomásai
Élete során különböző furcsa látomásban volt része. Gyerekkorában rémisztő visszatérő álmok kínozták, arról, ahogy egy sci-fi magazint olvas, amitől megőrül, mintha csak a Necronomicont lapozgatná. A magazinban szereplő kiemelt írás a „The Empire Never Ended” („A birodalom sosem ért véget”) címet viselte, ezzel a kifejezéssel több írásában is találkozhatunk.
A hatvanas évek elején Dick egy viskót bérelt vidéken, ahol napközben írt. Egy nap 1963-ban, amint e kunyhóhoz közeledett, egy rettenetes fém arcot pillantott meg az égen, melynek gonosz vonásai hosszú időn keresztül nem tűntek el onnan. Dick először úgy érezte, Isten szemléli. Episzkopális papjával beszélgetve a jelenségről, az arra a következtetésre jutott, hogy az arc a Sátán arca. Dick később több magyarázatot adott a jelenségre. Egyrészt elszigeteltségét és emberi kapcsolatainak hiányát okolta a látomásért. Másrészt a képet atavisztikus félelmekhez kötötte, és egy gyermekkori élményére vezette vissza: amikor apja felvette első világháborús gázmaszkját, megszűnt embernek lenni fia szemében. Részben ez az arc ihlette a szerzőt a Palmer Eldritch három stigmája című regényének megírására, ahol ezzel kapcsolatos érzelmeit elegyítette egy szépségideál iránti vággyal, méghozzá a Barbie babáról mintázott Pisze Pat személyében. Erről az említett regény szerzői jegyzetében számol be Dick.
1974-ben különös istenélményben volt része, amely olyan zavaros elemeket tömörít magában, mint delíriumos látomása, melyet egy fogászati beavatkozáskor használt nátrium-pentothal injekció okozott nála, vagy az állítólagos színek, és geometriai formák, amelyeket ebben az időben rendszeresen látni vélt. Ehhez hozzátartozott, hogy mint ahogy Proustnál, Az eltűnt idő nyomában című regényben egy sütemény íze felidézett régmúlt eseményeket, úgy emlékeztette vissza egy lány nyakában függő hal-szimbólum egyik előző életére, melyben Tamásnak hívták, az antik Rómában élt, és az őskeresztényekhez tartozott. Ezenfelül még Jézust is látni vélte. Ezen időszak furcsa eseményeit jobbára életének utolsó három regényében, a Valis-trilógiában örökítette meg, mely regényeket azért nem tekinthetünk önéletrajzoknak. Sőt, a Valis című regényt többen posztmodern jelzővel illették. Ebben az is felmerül, hogy tapasztalatait mentális betegség okozza, ám életében soha nem diagnosztizálták semmilyen pszichiátriai terápiát igénylő betegséggel. Sokan ma úgy vélekednek, hogy Dick szkizofrén volt (valószínűleg ezen rendellenességek enyhe formájával küzdött), és ezt Dick maga is gyanította, mindenesetre a téma őt is nagyon érdekelte (regényeiben állandóan előforduló, naplójában pedig központi téma). Kábítószerekkel gyakran volt dolga, és többször használt LSD-t is, de kábítószerfüggővé nem vált.
Különleges világnézetét, mely leginkább az imént vázolt élményeiből, emellett különböző ősi-, és könyvvallásokból, a gnoszticizmusból, a filozófiából és a metafizikából táplálkozott, saját Exegézisében összegezte.

## Álnevei
Dick nem egyszer írói álneveket használt műveinek kiadásakor. Ilyen álnevek voltak a Richard Philips és a Jack Dowland is.
Utóbbi egy utalás John Dowland XVI. századi zeneszerzőre. Az ő műve a Flow my tears című dal, amelyre a Csordulj könnyem, mondta a rendőr elnevezésű regény eredeti címe utal: Flow my tears, the policeman said. A Dowland vezetéknév Dicknek több művében is szerepel, ilyen például a Kétbalkezes Orfeusz című novella is.
Az önéletrajzi ihletésű Valis regényben Dicknek két alteregója is szerepel. Az egyiket egyszerűen Phil Dicknek nevezi, a másik a Horselover Fat nevet kapja. Utóbbi a Philip Dick név angolra fordítása: a Philip, úgyis mint Philippos, azt jelenti: lókedvelő, a Dick pedig németül kövéret jelent.
Bár saját maga ezt sosem alkalmazta, rajongói és kritikusai sokszor emlegetik röviden PKD-ként.

## Művei

### Regények
- 1942 – Return to Lilliput (elveszett); Visszatérés Lilliputba
- 1948 – The Earthshaker (elveszett); A Földrengető
- 1950 – Gather Yourselves Together (1994); Szedjétek össze magatokat
- 1952 – Voices From the Street (2007); Hangok az utcáról
- 1953 – The Cosmic Puppets (1957); A kozmosz bábjai; fordító: Szántai Zsolt; Valhalla Páholy, Budapest, 1998
- 1953 – Vulcan's Hammer (1960); Vulcanus kalapácsa; fordító: Pék Zoltán; Agave Könyvek, Budapest, 2022
- 1953 – Dr. Futurity (1960); Eljövendő utókor
- 1954 – Solar Lottery (1955); Űrlottó; fordító: Pék Zoltán; Agave Könyvek, Budapest, 2020
- 1954 – Mary and the Giant (1987); Mary és az óriás
- 1954 – The World Jones Made (1956); Jones kezében a világ (2018)
- 1955 – The Man Who Japed (1956); Az utolsó tréfa (2019)
- 1956 – A Time for George Stavros (elveszett); George Stavros ideje
- 1956 – Pilgrim on the Hill (elveszett); Zarándok a dombon
- 1956 – The Broken Bubble of Thisbe Holt (1988); Trisbe Holt törött buboréka
- 1957 – Eye in the sky (1957); Figyel az ég (2005) Figyel az ég; fordító: Pék Zoltán; Agave Könyvek, Budapest, 2005
- 1957 – Puttering About in a Small Land (1994); Piszmogás egy kisvilágban
- 1958 – Time Out of Joint (1959); Kizökkent idő; fordító: Pék Zoltán; Agave Könyvek, Budapest, 2004
- 1958 – Nicholas and the Higs (elveszett); Nicholas és Higgék
- 1958 – In Milton Lumky Territory (1985); Milton Lumky földjén
- 1959 – Confessions of a Crap Artist (1975); Egy megcsúszott lélek vallomásai; fordító: Pék Zoltán; Agave Könyvek, Budapest, 2012
- 1960 – The Man Whose Teeth Were All Exactly Alike (1984); Az ember, akinek minden foga egyforma volt
- 1960 – Humpty Dumpty in Oakland (1986); Humpty Dumpty Oaklandben
- 1960 – Dr. Futurity; A jövő orvosa, fordító: Pék Zoltán; Agave Könyvek, Budapest, 2021
- 1961 – The Man in the High Castle (1962); Az ember a Fellegvárban; fordító: Gerevich T. András; Agave Könyvek, Budapest, 2003
- 1962 – Martian Time-Slip (1964); Időugrás a Marson; fordító: Pék Zoltán; Agave Könyvek, Budapest, 2006
- 1962 – We Can Build You (1972); Az elektromos Lincoln (2011)
- 1963 – Now Wait for Last Year (1966); Várjuk a tavalyi évet; fordító: Pék Zoltán; Agave Könyvek, Budapest, 2008
- 1963 – Dr. Bloodmoney, or How We Got Along After the Bomb (1965); Dr. Vérdíj; fordító: Pék Zoltán; Agave Könyvek, Budapest, 2016
- 1963 – The Game-Players of Titan (1963); A Titán játékosai; fordító: Pék Zoltán; Agave Könyvek, Budapest, 2010
- 1963 – The Simulacra (1964); Az utolsó szimulákrum; fordító: Pék Zoltán; Agave Könyvek, Budapest, 2013
- 1963 – The Crack in Space (1966); Repedés a térben; fordító: Pék Zoltán; Agave Könyvek, Budapest, 2021
- 1964 – Clans of the Alphane Moon (1964); Az Alfa hold klánjai; fordító: Pék Zoltán; Agave Könyvek, Budapest, 2006
- 1964 – The Zap Gun (1967); 
  - Transz; fordító: Halász András; Cherokee, Budapest, 1992
  - A tökéletes fegyver; fordító: Pék Zoltán; Agave Könyvek, Budapest, 2022
- 1965 – The Three Stigmata of Palmer Eldritch (1965); Palmer Eldritch három stigmája; fordító: Pék Zoltán; Agave Könyvek, Budapest, 2003
- 1964 – The Penultimate Truth (1964); A végső igazság; fordító: Pék Zoltán; Agave Könyvek, Budapest, 2017
- 1964 – Deus Irae (Roger Zelazny-vel közösen) (1976); A Harag Istene; fordító: Pék Zoltán; Agave Könyvek, Budapest, 2023
- 1964 – The Unteleported Man (1984-ben új címen jelent meg – Lies, Inc.) (1966); A teleportálatlan ember (Kamu Rt.); fordító: Pék Zoltán; Agave Könyvek, Budapest, 2022
- 1965 – The Ganymede Takeover (Ray Nelsonnal közösen) (1967); A ganümédeszi hatalomátvétel; fordító: Pék Zoltán; Agave Könyvek, Budapest, 2023
- 1965 – Counter-Clock World (1967); Visszafelé világ; fordító: Pék Zoltán; Agave Könyvek, Budapest, 2009
- 1966 – Do Androids Dream of Electric Sheep? (1968);
  - Szárnyas fejvadász. Álmodnak-e az androidok elektromos bárányokról?; fordító: Szántai Zsolt; Valhalla Páholy, Budapest, 1993
  - Álmodnak-e az androidok elektronikus bárányokkal?; fordító: Pék Zoltán; Agave Könyvek, Budapest, 2005
- 1966 – Nick and the Glimmung (1988); Nick és a Glimmung
- 1968 – Galactic Pot-Healer (1969); Galaktikus cserépgyógyász; fordító: Pék Zoltán; Agave Könyvek, Budapest, 2008
- 1968 – A Maze of Death (1970); 
  - A halál útvesztője; fordító: Veres Mihály; Kozmosz Könyvek, Budapest, 1986
  - A halál útvesztője; fordító: Veres Mihály; Agave Könyvek, Budapest, 2014
- 1969 – Ubik (1969);
  - Ubik; fordító: Németh Attila; Móra, Budapest, 1992
  - Ubik; fordító: Németh Attila; 2. átdolgozott kiadás; Agave Könyvek, Budapest, 2004
- 1969 – Our Friends from Frolix 8 (1970); A Frolix–8 küldötte; fordító: Pék Zoltán; Agave Könyvek, Budapest, 2012
- 1970 – Flow My Tears, The Policeman Said (1974); Csordulj könnyem, mondta a rendőr; fordító: Pék Zoltán, versfordító: Imreh András; Agave Könyvek, Budapest, 2006
- 1973 – A Scanner Darkly (1977); Kamera által homályosan; fordító: Pék Zoltán; Agave Könyvek, Budapest, 2005
- 1976 – Radio Free Albemuth (1985); Szabad Albemuth Rádió; fordító: Pék Zoltán; Agave Könyvek, Budapest, 2009
- 1978 – VALIS (1981); Valis; fordító: Pék Zoltán; Agave Könyvek, Budapest, 2004
- 1980 – The Divine Invasion (1981); Istenek inváziója; fordító: Pék Zoltán; Agave Könyvek, Budapest, 2008
- 1981 – The Transmigration of Timothy Archer (1982); Timothy Archer lélekvándorlása; fordító: Pék Zoltán; Agave Könyvek, Budapest, 2011
- 1983 – The Owl in Daylight (befejezetlen); A bagoly nappal

### Novellák

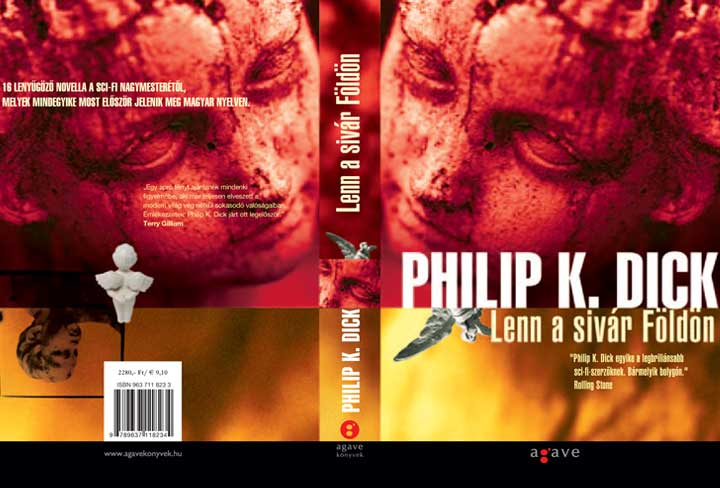
A Lenn a sivár Földön című kötet borítója

- Foster, meghalsz! / Robert Heinlyne: Hosszú őrség. Amerikai elbeszélések; fordító: Nánási Judit; Stiinta si Technica, Bukarest, 195?  (Tudományos-fantasztikus elbeszélések)* Galaktika, 52. szám (1983) 8 Dick-novellával
- Különvélemény (2002)
- Lenn a sivár Földön; fordító: Varga Bálint, Totth Benedek, Pék Zoltán, Gálla Nóra, Pál Attila, Benczik Vera; Agave Könyvek, Budapest, 2005
- Már megint a felfedezők; fordító: Pék Zoltán, Totth Benedek, Gálla Nóra, Török Krisztina, Varga Benedek; Agave Könyvek, Budapest, 2007

### Esszék, előadások
- Shifting Realities (1995); Csúszkáló valóságok (2010)
- How To Build A Universe That Doesn't Fall Apart Two Days Later (1978)

### További írásai
- Különvélemény. Valamint Emlékmás, Imposztor és más novellák; fordító: Galamb Zoltán, Sántha Dávid, Szántai Zsolt, Szente Mihály; Szukits, Szeged, 2002 (Sikerfilmek – könyvsikerek)
- Csúszkáló valóságok; fordító: Galamb Zoltán, Görgey Etelka, H. Kovács Mária, Huszár András, Paár Tamás, Pék Zoltán, Roboz Gábor, Török Krisztina; Agave Könyvek, Budapest, 2009
- Az elektromos Lincoln; fordító: Pék Zoltán; Agave Könyvek, Budapest, 2010
- Emlékmás; fordító: Pék Zoltán; Agave Könyvek, Budapest, 2016
- Elektronikus álmok; fordító: Pék Zoltán; Agave Könyvek, Budapest, 2018

## Hatása

### AzÁlmodnak-e az androidok…hatása
1995-ben Jeter továbbgondolta az Álmodnak-e az androidok elektronikus bárányokkal? történetét, ennek az eredménye lett a Szárnyas fejvadász 2 – Az emberi tényező című regény, és még két másik folytatás. A Szárnyas fejvadász filmből a Westwood Studios számítógépes kalandjátékot készített, amely 1997-ben jelent meg. A Bonanza Banzai-os Kovács Ákos is írt a filmről egy dalt Szárnyas fejvadász címen. David Peoples, a film egyik forgatókönyvírója egy későbbi filmjét, A katonát a Szárnyas fejvadász bizonyos értelemben vett folytatásának nevezte.

### Filmadaptációk és filmes utalások

Utca a Szárnyas fejvadász című filmben

A Második Változat című novellát gyakran emlegetik a Terminátor – A halálosztó című filmben szereplő poszt-apokaliptikus, robotok által irányított jövőjében játszódó jelenetek lehetséges inspirációjaként. A novellából készült film, a Screamers – Az elhagyott bolygó is hasonló témájú: önmagukat gyártó robotok embereket irtanak (bár a Terminator sokkal inkább akció-sci-fi, míg a Screamers olyasfajta horrorisztikus sci-fi, mint a Pitch Black).
Total Recall – Az emlékmás című film Dick Emlékárusítás kicsinyben és nagyban novellája alapján készült, ugyanakkor jócskán megváltoztatta annak történetét, az alaphangulatot megtartva. A film regényváltozata, melyet Piers Anthony írt, szintén olvasható magyarul. Ugyancsak Emlékmás címen fut az a sorozat, melynek alkotóira állításuk szerint legnagyobb hatással a már említett novellán kívül a Szárnyas fejvadász alapjául szolgáló regény volt.
Az eXistenZ című David Cronenberg-filmben történik egy utalás Pisze Patre, Dick műveinek visszatérő alakjára. A film témája erősen közelít Dick egyik kedvenc bonyodalmához: a virtuális valóságok egymásra rétegződésével egyszerűen felismerhetetlenné válik a valóság. A Mátrix filmtrilógia is feszeget hasonló kérdéseket. A sorozat darabjai is részint egy virtuális valóságban játszódnak, ahol Smith ügynök saját magává képes átalakítani személyeket. A vírusokra utaló magatartás mellett hasonlítható e tulajdonsága Palmer Eldritch képességéhez is. A Vanília égboltban, és annak eredetijében, a spanyol Nyisd ki a szemed (Abre los ojos) című filmben található életmeghosszabbító rendszer hasonló az Ubikban levőhöz. A Truman Show című film csattanója közelít a Kizökkent idő befejezéséhez. Richard Kelly, a Donnie Darko rendezője új filmjéről, a Southland Talesről a következőképp nyilatkozott: ,,Művem különös keveréke lesz Andy Warhol és Philip K. Dick érzékenységének. Richard Linklaternek, a Kamera által homályosan megfilmesítőjének egy korábbi alkotásában, Az élet nyomában egyik jelenetében a szereplők a Csordulj könnyem, mondta a rendőr regényről, és az ahhoz kapcsolódó How To Build A Universe That Doesn't Fall Apart Two Days Later című esszéjéről beszélnek. A rendező mindkét filmje azonos animációs technikával készült.
Jean-Pierre Gorin francia filmrendező 1974-ben megkérte Dicket, hogy írjon forgatókönyvet az Ubikból, aki ezt meg is tette, de a megfilmesítés soha nem készült el. Csakígy sikertelen volt John Lennon szándéka, miszerint a Palmer Eldritch három stigmájából filmet készít. A Kamera által homályosanból már Terry Gilliam is filmet kívánt forgatni, próbálkozása azonban kudarcba fulladt.
Az, ahogy Chicane Love on the run című számához készített videóklipben a főszereplő felhasználja felszerelését, igencsak emlékeztet a Fizetség című novella történetéhez, ami a Felejtés bére című film alapja volt.
Egyesek szerint 90-es évek kultikus sci-fi sorozatára, az X-aktákra is hatást gyakorolt Philip K. Dick. A közös témákon kívül említhetjük Fox Mulder ügynök húgát, aki még gyermekkorában tűnt el egy lehetséges földönkívüli emberrablás során. Muldert húgának elvesztése tüzeli, hogy kiutat találjon az földönkívüli összeesküvés-elméletek és politikai paranoia által elködösített igazság felé.
Az ABC sikersorozata, a Lost negyedik évadjának hatodik részében Philip K. Dick Valis című könyvét olvassa a fogságban lévő Ben. A Lostot ismerve ez nem véletlen, hanem sokkal inkább utalás a Lost időanomáliákkal, hallucinációkkal és egyéb megmagyarázhatatlan eseményekkel teli, ezidáig csak ködösen felvázolt világa és Philip K. Dick regényeiben megjelenő világok kapcsolatára. Sőt, maga a Valis meghatározása és viselkedése a regényben szinte pontosan ráillik a Lostban szereplő titokzatos fekete füstre.
A Batman of the Future (Batman Beyond) című cyberpunk elemekből építkező rajzfilm "Sentries of the New Cosmos" című epizódjában Dicket a történelem legnagyobb írójaként emlegetik.
2007-ben mutatták be a Next – A holnap a múlté c. filmet, melynek alapötletét a rendező, Lee Tamahori Az aranyember című novellából vette. A főszereplők Nicolas Cage és Julianne Moore voltak.
Paul Giamatti 2006-tól tervezi Philip K. Dick életét megfilmesíteni The Owl in Daylight címmel, ami Dick utolsó, befejezetlen regényének címe. A filmben tervei szerint ő maga játssza majd a szerzőt, a forgatókönyvet pedig Tony Grisoni írja, aki Terry Gilliammel együtt jegyzi a Tideland és a Félelem és reszketés Las Vegasban filmeket is.
A Sorsvonalak – Thelomeris című magyar sci-fi alkotóit szintén inspirálta Philip K. Dick szellemisége.
- Blade Runner (Szárnyas fejvadász), 1982, r.: Ridley Scott, az Álmodnak-e az androidok elektronikus bárányokkal? című regény alapján.
  - Blade Runner, 1992, rendezői változat.
  - Blade Runner – The Final Cut, 2006, végső rendezői változat (bemutató: 2007).
- Total Recall (Total Recall – Az emlékmás), 1990, r.: Paul Verhoeven, az Emlékárusítás nagyban és kicsiben című novella alapján.
- Confessions d'un Barjo, 1992, r.: Jérôme Boivin, az Egy megcsúszott lélek vallomásai című regény alapján.
- Screamers (Az elhagyott bolygó) 1995, r.: Christian Duguay, a Második változat című novella alapján.
- Impostor (Imposztor), 2002, r.: Gary Fleder, az Imposztor című novella alapján.
- Minority Report (Különvélemény), 2002, r.: Steven Spielberg, azonos című novella alapján.
- Paycheck (A felejtés bére), 2003, r.: John Woo, a Fizetség című novella alapján
- A Scanner Darkly (Kamera által homályosan), 2006, r.: Richard Linklater, a Kamera által homályosan című regény alapján.
- Next (Next – A holnap a múlté), 2007, r.: Lee Tamahori, a film alapötletét Az aranyember című novella adta.
- Adjustment Bureau (Sorsügynökség), 2010, r.: George Nolfi, a forgatókönyvet is ő írta, a Helyreigazító csoport című novella alapján.
- Radio Free Albemuth (Szabad Albemuth rádió), 2014, r.: John Alan Simon, a forgatókönyvet is ő írta, a Szabad Albemuth rádió című novella alapján.

### Színházi feldolgozások
Dick két műve már színházi adaptációt is megért. A Valisból Tod Machover készített operát 1987-ben, amit a párizsi Pompidou központban mutattak be. A Csordulj könnyem, mondta a rendőr dramatizált változatát 1988-ban a New York-i Mabou Mines avantgárd társulat készítette el. Mindkét adaptáció zenéje megjelent lemezen is.
2008-ban a Magyar Nemzeti Színházban is bemutatták a Mars cím nélkül (Untitled Mars) amerikai-magyar koprodukcióban készült darabot, melynek gerincét egyfelől Philip K. Dick Időugrás a Marson című 1964-es, az elképzelt Marson játszódó regénye adja, másfelől az MIT fizikus és kutató hallgatóival és professzoraival, illetve magyar kollégáikkal készült – harminc órányi anyagnál gazdagabb – interjúk. Az alkotói Jay Scheib és Merényi Anna, illetve a Pont Műhely voltak. Az előadás díszlettervéért Peter Ksander elnyerte a rangos Obie-díjat, továbbá őt ill. a jelmeztervező Oana Botez-Bant jelölték a Henry Hewes tervezői díjra.

### Gondolkodók
Kisebb-nagyobb mértékben egymástól meglehetősen távol eső gondolkodókra, írókra is hatott. Jean Baudrillard, a francia szociológus és filozófus "Simulacres et Simulation" című könyvében Dicket a szimulációk és a hiperrealitás egyik bemutatójaként szerepelteti. A marxista irodalomkritikus, Frederic Jameson "Archaeologies of the Future" című könyvében ír róla, Slavoj Žižek szlovén filozófus pedig a Mátrix című filmhez írott esszéjében hivatkozik Dick műveire. Timothy Leary pszichológus, a pszichodelikus drogok ismert támogatója szerint Dick "fontos huszadik századi író, a kvantumkor fikcionális filozófusa." A New Age mozgalom egyik képviselője, Terrence McKenna így nyilatkozott Dickről: "ez a hihetetlen zseni, ez a szelíd, sokat szenvedő, szépségimádó ember."

### Dokumentumfilmek
Dick életéről több dokumentumfilm is készült. Az első a sorban a BBC által készített 1994-es A Day In the Afterlife of Philip K. Dick című volt. A filmben több olyan személy is megszólal, akik fontos szerepet játszottak az író életében. Kisebb szerepeket kapott a film "reklám"-jeleneteiben Terry Gilliam és Elvis Costello is. 1996-ban készült el a Judy Bee rendezte The Nervous Breakdown of Philip K. Dick című rövid dokumentumfilm. Ezt követte 2000-ben a The Gospel According To Philip K. Dick, melynek jelenetei közt több animáció is található. A legújabb dokumentumfilm Dickről a 2007-es The Penultimate Truth about Philip K. Dick.

### Konkrét irodalmi utalások
Halála óta Dick több irodalmi művet is ihletett, és maga is megjelent fiktív szereplőként néhány regényben. Ezek közé tartozik Michael Bishop Philip K. Dick is Dead, Alas (Philip K. Dick Halott, sajnos), és David Bischoff Philip K. Dick High (Philip K. Dick Középiskola) című regényei. Előbbinek érdekessége, hogy egy olyan gnosztikus alternatív univerzumban játszódik, ahol Dick SF műveit betiltják és csak a nem sci-fi műveit engedi kiadni a totalitárius Egyesült Államok, melyet egy démoni Richard Nixon tart rabszolgasorban. Brian W. Aldiss 1992-es Kindred Blood in Kensington Gore drámájában is megjelenik Dick.

### Popzenei utalások
A Sonic Youth együttes 1987-es Sister című lemezét részben Philip K. Dick írásai ihlették. Az album elnevezése Dick halott húgára utal.
Az Iron Maiden 1986-os lemezéhez PKD művei adták az ihletet, amely a lemezboríton is megjelenik az együttes kabalafigurájával.
A Man or Astro-Man? surf-rockot játszó együttes kiadott egy számot Philip K. Dick in the Pet Section of a WalMart címmel.
Nem meglepő, hogy mivel a Csordulj könnyem, mondta a rendőr maga is egy dal köré épül, ezért az évek folyamán több dalszövegben történt rá utalás. Például a Discordance Axis nevű grindcore együttes készített azonos című számot, illetve a Tubeway Army együttes Listen to the Sirens című számának nyitó sora a következő: ,,Flow my tears, the new police song". A Liars rock-együttes They Were Wrong, So We Drowned című lemezén található utolsó szám címe: Flow My Tears, The Spider Said.
Az Ash énekes-gitárosa Tim Wheeler elmondása szerint a 2004-es Meltdown című albumuk a Szárnyas fejvadász, illetve az Álmodnak-e az androidok elektronikus bárányokkal atmoszférájában íródott. A Clones című szám "klónjai" a regény és a film androidjaira/replikánsaira utalnak.

### Számítógépes játékok
A Szárnyas fejvadász filmből két játék is készült, 1985-ben és 1997-ben. Az Ubik című regény alapján a Cryo Interactive Entertainment 1998-ban készített egy számítógépes játékot Philip K. Dick's Ubik címmel. A Különvélemény című novella alapján készült hasonló elnevezésű filmből is készült videójáték: 2002-ben a Activision készítette el, Minority Report: Everybody Runs címmel.

### Képregény
1986-ban, az amerikai Weirdo magazin 17. számában jelent meg R. Crumb The Religious Experience of Philip K. Dick című képregénye, ami Dick 1974-es furcsa élményeiről szólt.

## Elismerései
- Hugo-díj
  - Legjobb regény
    - 1963 – Az ember a fellegvárban (nyertes)
    - 1975 – Csordulj könnyem, mondta a rendőr (jelölt)

  - Legjobb kisregény
    - 1968 – Faith of Our Fathers (Apáink hite – a „Különvélemény”-ben jelent meg) (jelölt)
- Nebula-díj
  - Legjobb regény
    - 1965 – Dr. Vérdíj (jelölt)
    - 1965 – Palmer Eldritch három stigmája (jelölt)
    - 1968 – Álmodnak-e az androidok elektromos bárányokkal? (jelölt)
    - 1974 – Csordulj könnyem, mondta a rendőr (jelölt)
    - 1982 – Timothy Archer lélekvándorlása (jelölt)
- John W. Campbell-emlékdíj
  - Legjobb regény
    - 1975 – Csordulj könnyem, mondta a rendőr (nyertes)
- Brit SF-díj
  - Legjobb regény
    - 1967 – Palmer Eldritch három stigmája (nyertes)
    - 1979 – Kamera által homályosan (nyertes)

## A Philip K. Dick emlékdíj
A Philip K. Dickről elnevezett emlékdíjat 1982 óta minden évben kiosztják. A díjat a Philadelphia Tudományos-fantasztikus Közösség szponzorálja, és egy bizottság által az év legjobbjának ítélt sci-fi regénye kapja. Hagyományosan a Norwescon elnevezésű SF-találkozón adják át.
Az 1984-es orwelli évben a díjat a nagy cyberpunk szerző, William Gibson első regénye, a Neurománc nyerte el. Érdekesség, hogy 1987-ben K. W. Jeter, Dick barátja is jelölve volt.

### Angol nyelvű oldalak
- Hivatalos oldal
- www.philipKdickFans.com
- Philip K. Dick az Internet Movie Database oldalon (angolul)
- The PKDicktionary, egy "szótár" Dick műveihez
- "The Religious Experience of Philip K. Dick" R. Crumb képregénye Dick vallásos élményeiről a Weirdo magazinból
- "How To Build A Universe That Doesn't Fall Apart Two Days Later" – egy esszé a szerzőtől
- Dick kapcsolata a gnoszticizmussal
- "What would Dick think?" – hírek Dick stílusában tolmácsolva

### Magyar nyelvű oldalak
- Az Agave kiadó Dickkel kapcsolatos anyagai online 1, Könyv részletek
- Életrajza és műveinek bemutatója az ekultúra oldalán
- Műveiről az És-ben: Álmodnak-e az androidok elektronikus bárányokkal?, Kamera által homályosan, Valis, Ubik
- 8 művének recenziója a Solarián – Jávori István: Találkozásaim PKD-vel
- Pintér Bence: Csúszkáló valóságok: újraolvasni Philip K. Dicket (magyar nyelven). Mandiner, 2015. október 2. – magyarul kiadott műveiről